# Præsidium du Soviet suprême
Le Præsidium du Soviet suprême (en russe : Президиум Верховного Совета, Prezidium Verkhovnogo Soveta) était, en théorie, l'autorité suprême de l'État soviétique. Élu par les membres du Soviet suprême de l'Union soviétique, il était composé d'un président, d'un premier vice-président (à partir de 1977), de quinze vice-présidents qui représentaient les quinze républiques soviétiques, d'un secrétaire et de vingt-et-un membres. Selon les Constitutions de 1936 et 1977, le Præsidium exerçait à la fois les fonctions de chef d'État collectif, en permanence, et de pouvoir législatif entre les sessions du Soviet suprême, généralement très courtes (une semaine ou deux par an). Le président du Præsidium faisait fonction de véritable chef d'État de l'Union soviétique vis-à-vis des puissances étrangères, sur le plan protocolaire. En pratique, le Politburo du PCUS, dont tous les membres étaient également membres du Præsidium du Soviet suprême, était le véritable organe exécutif de l'URSS, le Soviet suprême n'ayant qu'un rôle consultatif et protocolaire. À partir de 1977, les secrétaires généraux du Parti communiste (Léonid Brejnev, Konstantin Tchernenko, Iouri Andropov) se firent élire assez rapidement président du Præsidium du Soviet suprême. En juillet 1985, Mikhaïl Gorbatchev fit élire à ce poste Andreï Gromyko, ministre des Affaires étrangères depuis 1957 et symbole du régime, avant de le remplacer en octobre 1988. La modification constitutionnelle intervenue à cette date créa une véritable fonction présidentielle pour Gorbatchev.